# Stochastisch unabhängige Ereignisse
Die stochastische Unabhängigkeit von Ereignissen ist ein fundamentales wahrscheinlichkeitstheoretisches Konzept, das die Vorstellung von sich nicht gegenseitig beeinflussenden Zufallsereignissen formalisiert: Zwei Ereignisse heißen stochastisch unabhängig, wenn sich die Wahrscheinlichkeit dafür, dass das eine Ereignis eintritt, nicht dadurch ändert, dass das andere Ereignis eintritt beziehungsweise nicht eintritt.

## Stochastische Unabhängigkeit zweier Ereignisse

### Definition
Es sei {\displaystyle (\Omega ,\Sigma ,P)} ein Wahrscheinlichkeitsraum und {\displaystyle A,B\in \Sigma } seien beliebige Ereignisse, also messbare Teilmengen der Ergebnismenge {\displaystyle \Omega }.
Die Ereignisse {\displaystyle A} und {\displaystyle B} heißen (stochastisch) unabhängig, wenn
{\displaystyle P(A\cap B)=P(A)\cdot P(B)}
gilt. Zwei Ereignisse sind also (stochastisch) unabhängig, wenn die Wahrscheinlichkeit, dass beide Ereignisse eintreten, gleich dem Produkt ihrer Einzelwahrscheinlichkeiten ist.

### Beispiel
Betrachtet man als Beispiel das zweimalige Ziehen aus einer Urne mit vier Kugeln, davon zwei schwarz und zwei rot.
Zuerst wird mit Zurücklegen gezogen. Betrachtet man die Ereignisse
{\displaystyle A=\{{\text{ Die erste Kugel ist schwarz }}\}}
{\displaystyle B=\{{\text{ Die zweite Kugel ist rot }}\}},
dann ist {\displaystyle P(A)={\tfrac {1}{2}}} und {\displaystyle P(B)={\tfrac {1}{2}}}. Es ist dann
{\displaystyle P(A\cap B)=P(\{{\text{ Die erste Kugel ist schwarz und die zweite rot }}\})={\frac {1}{4}}=P(A)\cdot P(B)}.
Die beiden Ereignisse sind also unabhängig.
Zieht man hingegen ohne Zurücklegen, so lauten die neuen Wahrscheinlichkeiten für dieselben Ereignisse
{\displaystyle P'(A)={\frac {1}{2}}\quad } und {\displaystyle \quad P'(B)={\frac {1}{2}}}.
Es ist aber 
{\displaystyle P'(A\cap B)={\frac {1}{2}}\cdot {\frac {2}{3}}={\frac {1}{3}}\neq {\frac {1}{4}}=P'(A)\cdot P'(B)}.
Die Ereignisse sind also nicht stochastisch unabhängig. Dies macht klar, dass stochastische Unabhängigkeit nicht nur eine Eigenschaft von Ereignissen, sondern auch der verwendeten Wahrscheinlichkeitsmaße ist.

### Elementare Eigenschaften
- Ein Ereignis ist genau dann von sich selbst unabhängig, wenn es mit Wahrscheinlichkeit 0 oder 1 eintritt. Insbesondere ist die Grundmenge {\displaystyle \Omega } und die leere Menge {\displaystyle \emptyset } stets von sich selbst unabhängig.
- Hat das Ereignis {\displaystyle A} die Wahrscheinlichkeit 0 oder 1, so sind {\displaystyle A} und {\displaystyle B} für beliebige Wahl von {\displaystyle B} voneinander unabhängig, da dann immer {\displaystyle P(A\cap B)=0} beziehungsweise {\displaystyle P(A\cap B)=P(B)} gilt. Die Umkehrung ist auch richtig: Ist {\displaystyle A} von jedem beliebigen {\displaystyle B} unabhängig, so ist {\displaystyle P(A)=1} oder {\displaystyle P(A)=0}.
- Unabhängigkeit ist nicht zu verwechseln mit Disjunktheit. Disjunkte Ereignisse sind nur dann unabhängig, wenn eines der Ereignisse die Wahrscheinlichkeit 0 hat, da {\displaystyle P(A\cap B)=P(\emptyset )=0}.[1]
- Unter Verwendung des wichtigen Begriffes der bedingten Wahrscheinlichkeit erhält man die folgenden äquivalenten Definitionen: Zwei Ereignisse {\displaystyle A} und {\displaystyle B} mit {\displaystyle P(A),P(B)>0} sind genau dann unabhängig, wenn

{\displaystyle P(A|B)\;=P(A)}
oder dazu äquivalent
{\displaystyle P(A|B)\;=P(A|{\bar {B}}).}
Insbesondere die letzten beiden Definitionen zusammen sagen aus: Die Wahrscheinlichkeit des Eintretens des Ereignisses {\displaystyle A} hängt nicht davon ab, ob das Ereignis {\displaystyle B} oder {\displaystyle {\bar {B}}} eintritt. Da die Rollen von {\displaystyle A} und {\displaystyle B} auch vertauscht werden können, sagt man, die beiden Ereignisse sind unabhängig voneinander.

### Geschichte
Das Konzept nahm in Untersuchungen von Abraham de Moivre und Thomas Bayes über Glücksspiele mit Ziehen ohne Zurücklegen Gestalt an, auch wenn zuvor Jakob I Bernoulli implizit darauf aufbaut.
De Moivre definiert in The Doctrine of Chance 1718

“… if a Fraction expresses the Probability of an Event, and another Fraction the Probability of another Event, and those two Events are independent; the Probability that both those Events will Happen, will be the Product of those Fractions.”

und in einer späteren Ausgabe

“Two Events are independent, when they have no connexion one with
the other, and that the happening of one neither forwards nor obstructs
the happening of the other.”

Das letztere ist Vorläufer der Darstellung von stochastischer Unabhängigkeit über bedingte Wahrscheinlichkeiten
{\displaystyle P(A|B)=P(A)}. Die erste formal korrekte Definition der stochastischen Unabhängigkeit wurde 1900 von Georg Bohlmann gegeben.

## Stochastische Unabhängigkeit mehrerer Ereignisse

### Definition
Sei {\displaystyle (\Omega ,\Sigma ,P)} ein Wahrscheinlichkeitsraum, {\displaystyle I} eine nichtleere Indexmenge
und sei {\displaystyle (A_{i})_{i\in I}} eine Familie von Ereignissen. Die Familie von Ereignissen heißt unabhängig, wenn für jede endliche nichtleere Teilmenge {\displaystyle J} von {\displaystyle I} gilt, dass
{\displaystyle P\left(\bigcap _{j\in J}A_{j}\right)=\prod _{j\in J}P(A_{j})}

### Beispiel
Gemäß obiger Definition sind drei Ereignisse {\displaystyle A_{1}}, {\displaystyle A_{2}}, {\displaystyle A_{3}} genau dann stochastisch unabhängig, wenn sie paarweise unabhängig sind und zusätzlich {\displaystyle P(A_{1}\cap A_{2}\cap A_{3})=P(A_{1})\cdot P(A_{2})\cdot P(A_{3})} gilt. Folgendes Beispiel von Bernstein (1927) zeigt die paarweise Unabhängigkeit von drei Ereignissen {\displaystyle A_{1}}, {\displaystyle A_{2}} und {\displaystyle A_{3}}, die aber nicht gemeinsam (also {\displaystyle A_{1}}, {\displaystyle A_{2}} und {\displaystyle A_{3}} gleichzeitig) unabhängig sind (ein ähnliches Beispiel wurde bereits 1908 von Georg Bohlmann gegeben).
In einer Schachtel befinden sich 4 Zettel mit folgenden Zahlenkombinationen: 112, 121, 211, 222. Einer der Zettel wird zufällig (je mit Wahrscheinlichkeit 1/4) gezogen. Wir betrachten dann folgende drei Ereignisse:
{\displaystyle A_{1}=\lbrace 1\ \mathrm {an\ erster\ Stelle} \rbrace } mit {\displaystyle P(A_{1})={\frac {1}{2}}}
{\displaystyle A_{2}=\lbrace 1\ \mathrm {an\ zweiter\ Stelle} \rbrace } mit {\displaystyle P(A_{2})={\frac {1}{2}}}
{\displaystyle A_{3}=\lbrace 1\ \mathrm {an\ dritter\ Stelle} \rbrace } mit {\displaystyle P(A_{3})={\frac {1}{2}}}
Offensichtlich sind die drei Ereignisse paarweise unabhängig, da gilt
{\displaystyle P(A_{1}\cap A_{2})=P(A_{1})\cdot P(A_{2})={\frac {1}{4}}}
{\displaystyle P(A_{1}\cap A_{3})=P(A_{1})\cdot P(A_{3})={\frac {1}{4}}}
{\displaystyle P(A_{2}\cap A_{3})=P(A_{2})\cdot P(A_{3})={\frac {1}{4}}}
Die drei Ereignisse sind jedoch nicht (gemeinsam) unabhängig, da gilt
{\displaystyle P(A_{1}\cap A_{2}\cap A_{3})=0\neq {\frac {1}{8}}=P(A_{1})\cdot P(A_{2})\cdot P(A_{3}).}
Des Weiteren kann aus {\displaystyle P(A_{1}\cap A_{2}\cap A_{3})=P(A_{1})\cdot P(A_{2})\cdot P(A_{3})} nicht geschlossen werden, dass die drei Ereignisse paarweise unabhängig sind. Betrachtet man dazu beispielsweise die Grundmenge
{\displaystyle \Omega =\{a,b,c,d,e,f,g,h\}}
und die Ereignisse
{\displaystyle A_{1}=\{a,b,d,f\}}
{\displaystyle A_{2}=A_{3}=\{a,c,e,g\}}
versehen mit der Gleichverteilung, so ist
{\displaystyle P(A_{1}\cap A_{2}\cap A_{3})=P(\{a\})={\frac {1}{8}}=P(A_{1})\cdot P(A_{2})\cdot P(A_{3})}.
Aber es ist zum Beispiel
{\displaystyle P(A_{2}\cap A_{3})=P(\{a,c,e,g\})={\frac {1}{2}}\neq P(A_{2})\cdot P(A_{3})={\frac {1}{4}}}.

## Unabhängigkeit und Kausalität
Wichtig ist, dass stochastische Unabhängigkeit und Kausalität grundlegend verschiedene Konzepte sind. Die stochastische Unabhängigkeit ist eine rein abstrakte Eigenschaft von Wahrscheinlichkeitsmaßen und Ereignissen. Es besteht per se kein Zusammenhang zwischen stochastischer und kausaler Unabhängigkeit. So ist die stochastische Unabhängigkeit im Gegensatz zur kausalen Unabhängigkeit immer eine symmetrische Eigenschaft, es ist also immer A unabhängig von B und B unabhängig von A. Dies ist bei kausaler Unabhängigkeit nicht gegeben.

### Stochastische Unabhängigkeit und kausale Abhängigkeit
Betrachtet man beispielsweise beim Werfen von zwei Würfeln die Ereignisse {\displaystyle A}, dass der erste Würfel eine gerade Augenzahl zeigt, und {\displaystyle B}, dass die Summe der gewürfelten Zahlen gerade ist, dann ist {\displaystyle P(A)=P(B)={\tfrac {1}{2}}} und {\displaystyle P(A\cap B)={\tfrac {1}{4}}}. Die Ereignisse sind also stochastisch unabhängig voneinander, aber B ist kausal abhängig von A, da der Wurf des ersten Würfels die Summe der Augenzahlen mitbestimmt.

### Stochastische Unabhängigkeit und kausale Unabhängigkeit
Ein Beispiel, bei dem sowohl stochastische als auch kausale Unabhängigkeit eintritt ist das Werfen zweier Würfel mit den Ereignissen {\displaystyle A}, dass der erste Würfel eine 6 zeigt, und {\displaystyle B}, dass der zweite Würfel eine 6 zeigt. Es ist dann {\displaystyle P(A)=P(B)={\tfrac {1}{6}}} und {\displaystyle P(A\cap B)={\tfrac {1}{36}}}, es liegt also stochastische Unabhängigkeit vor. Außerdem besteht kein kausaler Zusammenhang zwischen den Würfeln.

### Stochastische Abhängigkeit und kausale Abhängigkeit
Ein Fall, bei dem sowohl stochastische als auch kausale Abhängigkeit vorliegt, ist der zweimalige Münzwurf und die Ereignisse {\displaystyle A}, dass zweimal Kopf geworfen wird, und {\displaystyle B}, dass der erste Wurf Zahl zeigt. Es ist dann {\displaystyle P(A)={\tfrac {1}{4}}} und {\displaystyle P(B)={\tfrac {1}{2}}}, aber {\displaystyle P(A\cap B)=0}, da die Ereignisse disjunkt sind. Also sind die Ereignisse sowohl stochastisch abhängig als auch kausal abhängig.

## Bemerkungen
Bei methodisch korrektem Vorgehen kann man nicht einfach Unabhängigkeit vermuten, sondern man muss sie anhand obiger Formel überprüfen. Dabei ist meistens die gemeinsame Wahrscheinlichkeit {\displaystyle P(A\cap B)} nicht von vornherein gegeben. Bei der statistischen Auswertung erhobener Daten kann man beispielsweise mit einem χ2-Test die Merkmale auf stochastische Unabhängigkeit testen.

## Verallgemeinerungen
Eine wichtige Verallgemeinerung der stochastischen Unabhängigkeit ist die Unabhängigkeit von Mengensystemen und die daraus folgende weitere Verallgemeinerung der stochastisch unabhängigen Zufallsvariablen. Diese sind ein zentrales Konzept der Wahrscheinlichkeitstheorie und Voraussetzung für viele weitreichende Sätze. Mittels des bedingten Erwartungswertes lassen sich alle genannten Konzepte noch zur bedingten Unabhängigkeit erweitern.